# 巴特施莱马
巴特施莱马（德語：Bad Schlema，發音：[baːt ˈʃleːma]）是德国萨克森州厄尔士山县曾经的一个市镇，面积15.51平方千米，2017年12月31日人口为4,777人。2019年1月1日，巴特施莱马与市镇奥厄合并为市镇奥厄-巴特施莱马。